# Euphonia affinis
El fruterito de garganta negra, eufonia gorjinegra o eufonia garganta negra (Euphonia affinis) es una especie de ave paseriforme que vive en México y América Central. Está clasificada dentro de la familia Fringillidae, pero tradicionalmente se le había clasificado dentro de la familia Thraupidae.

## Descripción
Es una eufonia pequeña de aspecto similar a un fringílido. Los adultos alcanzan los 9 u 11 cm de longitud desde el pico hasta la cola. El macho es amarillo con negro, con las partes dorsales negras, así como la garganta y la parte superior del pecho; tienen una mancha amarilla en la frente. El resto del plumaje es amarillo brillante. La hembra es verde olivácea en el dorso y amarillo verdoso en garganta y vientre; el pecho es sucio, con matices verde oliva y amarillentos. El pico y las patas de ambos sexos son oscuros.
Las características del macho son muy similares a las de otras especies cercanas, concretamente a E. hirundinacea (garganta y pecho amarillos) y E. minuta (blanco en el pecho y las cobertoras inferiores de la cola). Algunas poblaciones de E. affinis de la costa del Pacífico mexicano también tienen algo de blanco en el crísum (parte baja del vientre).

## Distribución y Hábitat
Se distribuye del norte de México hasta Costa Rica, en terrenos de baja elevación tanto de clima seco como tropical, en bosques caducifolios, bosques de galería, áreas arbustivas y campos de cultivo. 

## Alimentación
Se alimenta principalmente de frutos carnosos, pero también de insectos.